# Jewish Quarterly Review
Il  Jewish Quarterly Review  è una rivista accademica trimestrale di studi ebraici, i cui articoli sono sottoposti a revisione paritaria. È pubblicato dall'University of Pennsylvania Press per conto dell'Herbert D. Katz Center for Advanced Judaic Studies, che ha sede nel medesimo ateneo.
Fu fondata a Londra nel 1889 da Israel Abrahams e Claude G. Montefiore come concorrente in lingua inglese della Revue des études juives, che a sua volta era un'estensione del movimento berlinese Wissenschaft des Judentums. È la più antica rivista di studi ebraici in lingua inglese.
La rivista Disponibile online tramite Project MUSE e JSTOR, al 2019 i redattori capo sono Elliott Horowitz, David N. Myer (dell'Università della California), e da Natalie Dohrmann.